# Renewable Energy Independent Power Producer Procurement Programme
Renewable Energy Independent Power Producer Procurement Programme, REIPPPP (deutsch etwa: „Programm zur Schaffung unabhängiger Erzeuger erneuerbarer Energien“) ist ein seit 2011 existierendes Regierungsprogramm in Südafrika, mit dem die Förderung des Sektors erneuerbarer Energien, unabhängig vom Staatskonzern Eskom beabsichtigt ist.

## Rahmenbedingungen
Um das Jahr 2000 beruhte die Gewinnung elektrischer Energie Südafrikas zu etwa 85 Prozent auf kalorischen Kraftwerken, die aus den umfangreichen Kohlelagerstätten des Landes beliefert wurden. Mit der weltweiten Diskussion über die Erderwärmung durch einen CO2-Anstieg in der Atmosphäre hat die südafrikanische Regierung in ihrem South African White Paper on Renewable Energy (Department of Energy – DOE) aus dem Jahre 2003 den politischen Weg dafür bereitet, dass mit dem in 2010 verkündeten Integrated Resource Plan (IRP) die Einbeziehung der Solar- und Windenergie mit einer installierten Leistung von 17,8 GW in die nationale Energieerzeugung bis zum Jahr 2030 zu erfolgen habe.
Zusätzliche Impulse in der Energiepolitik Südafrikas lieferten besonders die landesweiten Engpässe in der Energieversorgung im Verlauf des Jahres 2010. Der staatliche Energieerzeuger Eskom konnte den Energiebedarf seit 2007 immer weniger decken. Durch mangelnde Instandhaltung, nicht getätigte Investitionen und Fehler in der Regierungspraxis auf dem Energiesektor war ein Rückgang der Energieerzeugung die Folge. Aufgrund des Rückgangs der Stromerzeugung stieg der Stromimport 2014 gegenüber 2013 deutlich um 18,6 % an. Die Fertigstellung der beiden Kohlekraftwerke Medupi und Kusile, trotz Kostenüberschreitungen und langen Verzögerungen lag dabei zur Abwendung der Energiekrise im Fokus der Unternehmensführung von Eskom.
Als politischer Grundstein zur Neuausrichtung des südafrikanischen Energiesektors gilt die 52. Nationalkonferenz des African National Congress (ANC) im Dezember 2007 in Polokwane, auf der eine programmatische Festlegung zu Gunsten privater Initiative im Sektor der Energieerzeugung beschlossen wurde. Auf der 53. Nationalkonferenz im Dezember 2012 in Mangaung wurde diese Ausrichtung erneut bestätigt.

## Umsetzung

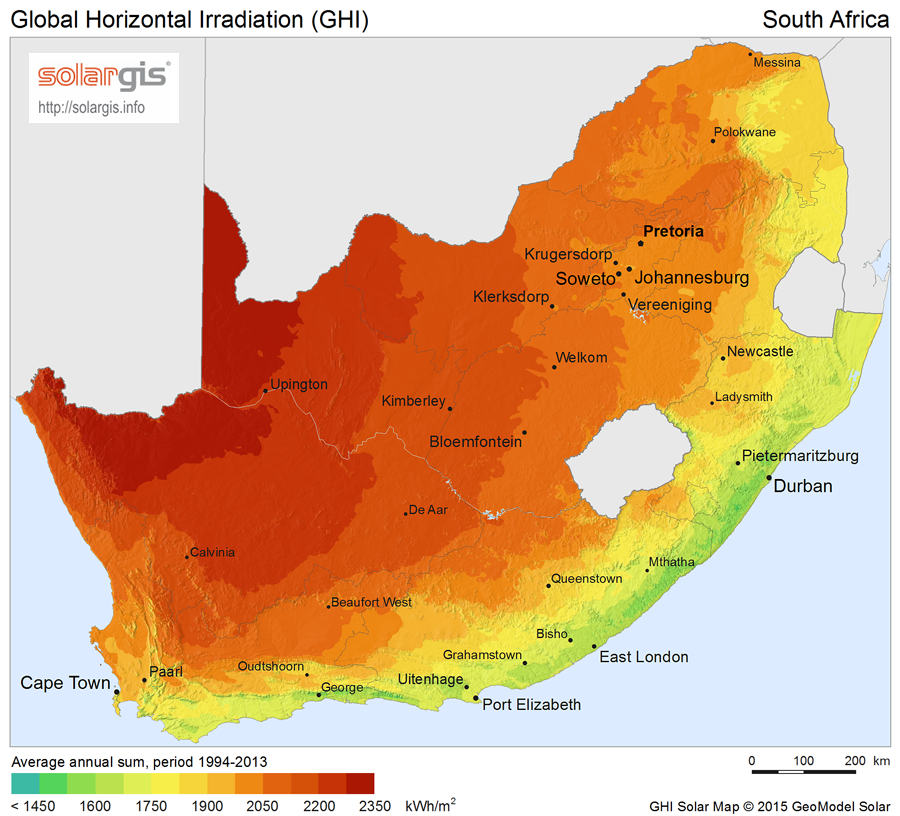
Sonnenintensität in Südafrika (1994–2013) in kWh/m^{2}

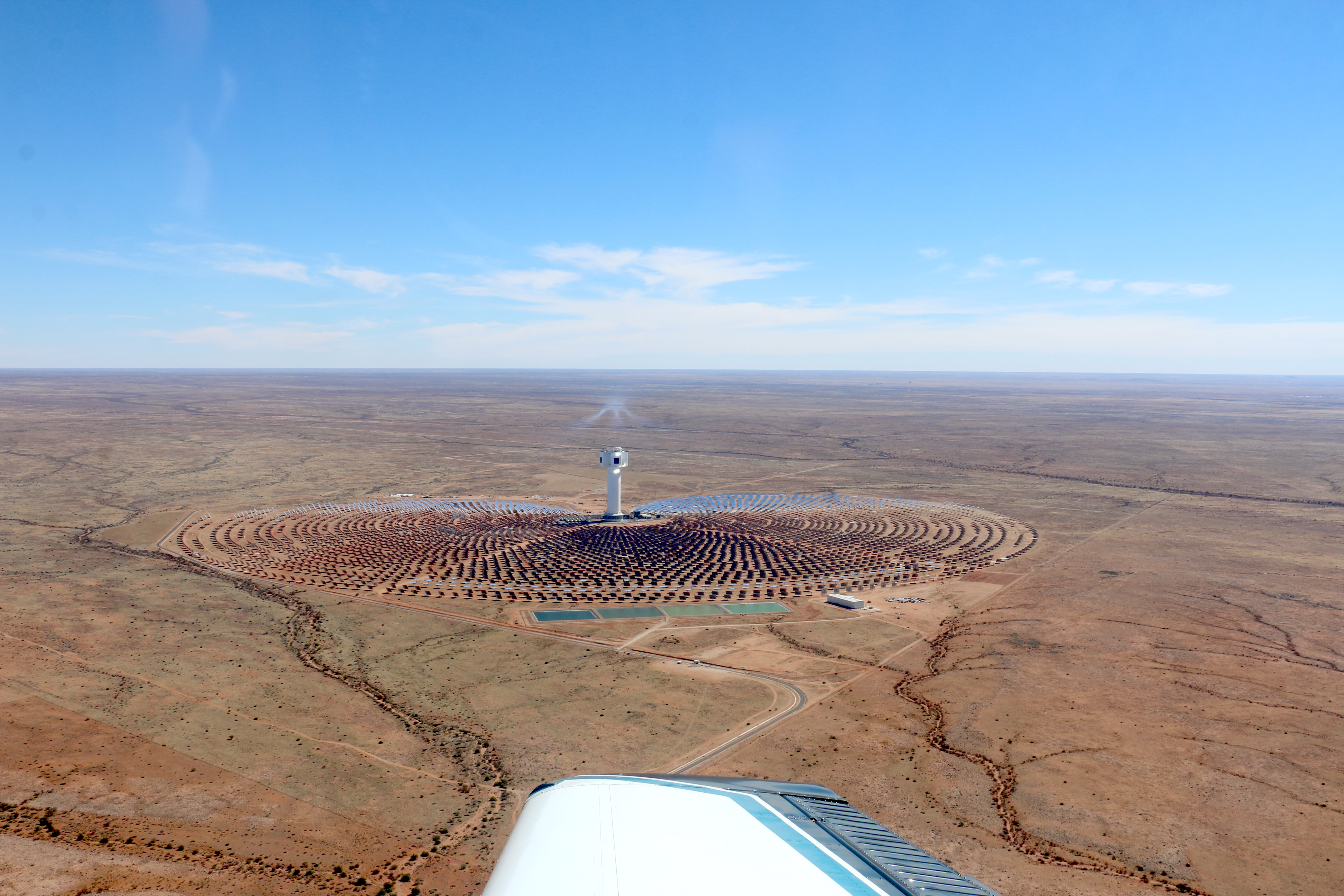
Solarthermisches Kraftwerk Khi Solar One

Parallel zum Verlauf der UN-Klimakonferenz 2011 in Durban (COP 17) wurde das REIPPP-Programm eingeführt, um die Zielvorgaben des Integrierten Ressourcenplans (Integrated Resource Plan, IRP 2010-2030) praxiswirksam werden zu lassen.
Die Programme zur Förderung neuer Energieerzeugungsformen sehen vor, dass Eskom keine eigenen Investitionskosten dafür aufbringen muss und erst bei Einspeisung durch kleine Erzeuger eine Vergütung an diese zahlt. Bis März 2018 haben 62 mit dem nationalen Übertragungsnetz verbundene Projekte und einer installierten Leistung von knapp 3,8 GW dazu beigetragen, das Land vor den Folgen eines Lastabwurfs zu schützen, als es wieder zu Engpässen mit der auf Kohlebasis und dem fehlenden Kühlwasser beruhenden Energieerzeugung kam. Diese neue Politik zielt auch auf eine Stärkung der unternehmerischen Kompetenzen in der schwarzen Bevölkerung, dem Broad-Based Black Economic Empowerment (BEE). Dabei wurden erste Pilotprojekte mit zwei finanzschwachen Landgemeinden als Betreiber von alternativen Energieerzeugungsanlagen unternommen, die mittels der Einspeisevergütung der Eskom und über einen Zeitraum von 20 Jahren Dividenden im Umfang von 29,3 Mrd. Rand erwarten können.
Von den Unternehmen des Sektors der erneuerbaren Energien wurden bis zu Beginn des Jahres 2018 etwa 35.700 Vollzeitarbeitsplätze in meist strukturschwachen Regionen geschaffen und sie initiierten hierbei finanzielle Aufwendungen in Höhe von 766 Mio. Rand für Bildung, Gesundheit, Sozial- und Gewerbeentwicklungen. Seit 2012 kam es zu 600 Stipendienvergaben, um jungen Menschen eine höhere Bildung zu ermöglichen sowie um Schulen vor Ort und Kleinbauern zu unterstützen.
Das Programm ist mit den Klimaschutzzielen Südafrikas verbunden, wonach eine Reduzierung von 22,5 Mio. Tonnen Kohlendioxid und eine Einsparung von 26,6 Mio. Kubikmetern Wasser beabsichtigt ist.
Auf folgenden Teilgebieten der Erneuerbaren Energien werden im Rahmen des Programms Unterstützungen gewährt:
- Windkraftanlagen zu Land,
- Sonnenwärmekraftwerke,
- Photovoltaik-Freiflächenanlagen,
- Biomassevergasung als Energieträger,
- Biogaserzeugung,
- Deponiegasnutzung,
- kleine Wasserkraftanlagen.

Als führendes Projektmanagement und als wichtigsten technischen Berater im Bereich von Wind-, Solar- und Wasserkraftvorhaben im Rahmen des Renewable IPP Procurement Programme beauftragte die südafrikanische Regierung das britische Beratungsunternehmen Mott MacDonald. Zum Aufgabenkreis gehörte die landesweite Koordinierung der wichtigsten Regierungsstellen sowie die Rechts-, Finanz- und Fachberatung bei der Ausarbeitung des mehrere Milliarden Rand umfassenden Programms.